# Studien zur Wertungsforschung
Die Studien zur Wertungsforschung sind eine international renommierte Buchreihe zur Musikästhetik. Ihre Bände gehen zum Teil auf Symposien des Instituts für Musikästhetik der Kunstuniversität Graz zurück.

## Gegenstand und Geschichte

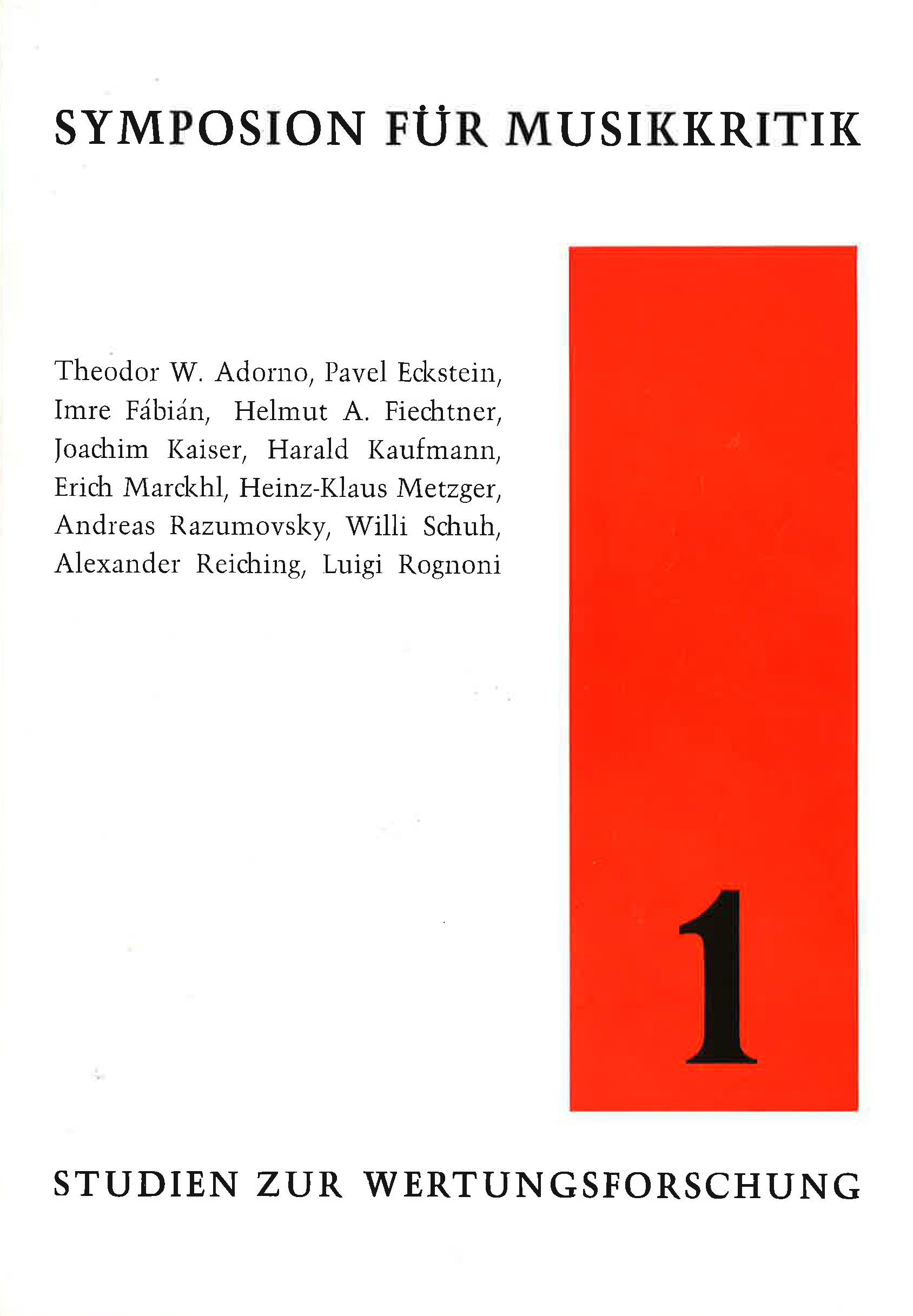
Studien zur Wertungsforschung 1 (1968)

Die Studien zur Wertungsforschung widmen sich der philosophischen Durchdringung musikalischer Phänomene.
Harald Kaufmann begründete die Buchreihe 1968 in Graz (Österreich). Bei der Formulierung des Titels lehnte sich Kaufmann an die 1913 von Guido Adler begründeten Studien zur Musikwissenschaft an. Zu den ersten beiden Bänden (Symposion für Musikkritik sowie Essays) trug der mit Kaufmann befreundete Theodor W. Adorno bei.
Nach dem frühen Tod Kaufmanns 1970 führte Otto Kolleritsch die Reihe weiter, die bei der Universal Edition (Wien / London / New York, NY), Österreichs einzigem internationalen Musikverlag, erscheint. Band 7 der Studien zur Wertungsforschung (1976) war ein wesentlicher Anstoß zu der inzwischen weltweiten Zemlinsky-Renaissance.
Seit 2004 hat Andreas Dorschel, Professor für Ästhetik am Institut für Musikästhetik der Kunstuniversität Graz, der Reihe neue Impulse gegeben. Zum Beirat der Studien zur Wertungsforschung zählen seitdem der Pianist Alfred Brendel (London), die Komponistin Isabel Mundry (Zürich), der Schriftsteller Hans-Ulrich Treichel (Leipzig), die Soziologin Georgina Born (Cambridge und Oxford), die Musikwissenschaftler Peter Franklin (Oxford) und Birgit Lodes (Wien) sowie die Philosophen Avishai Margalit (Jerusalem) und Lydia Goehr (New York, NY). Roger Scruton war bis zu seinem Tod Mitglied. Band 55 (2013, Jacqueline Fontyn) und Band 59 (2018, Elizabeth Maconchy) sind die ersten Bände, die dem Schaffen von Komponistinnen gewidmet sind. Neben Deutsch ist im Fall einiger Bände Englisch als Publikationssprache getreten.

## Zuletzt erschienene Bände
- Dem Ohr voraus. Erwartung und Vorurteil in der Musik (= Studien zur Wertungsforschung. 44). Universal Edition, Wien/London/New York 2004,[8] ISBN 3-7024-2709-0
- Gemurmel unterhalb des Rauschens. Theodor W. Adorno und Richard Strauss (= Studien zur Wertungsforschung. 45). Universal Edition, Wien/London/New York 2004,[9] ISBN 3-7024-2710-4
- Tonspuren. Musik im Film: Fallstudien 1994–2001 (= Studien zur Wertungsforschung. 46). Universal Edition, Wien/London/New York 2005,[10] ISBN 3-7024-2885-2.
- Resonanzen. Vom Erinnern in der Musik (= Studien zur Wertungsforschung. 47). Universal Edition, Wien/London/New York 2007,[11][12] ISBN 978-3-7024-3055-9.
- Verwandlungsmusik. Über komponierte Transfigurationen (= Studien zur Wertungsforschung. 48). Universal Edition, Wien/London/New York 2007,[13] ISBN 978-3-7024-6553-7.
- Vom Preis des Fortschritts. Gewinn und Verlust in der Musikgeschichte (= Studien zur Wertungsforschung. 49) Universal Edition, Wien/London/New York 2008,[14] ISBN 978-3-7024-6641-1
- Friedrich von Hausegger: Die Musik als Ausdruck (= Studien zur Wertungsforschung. 50). Universal Edition, Wien/London/New York 2010, ISBN 978-3-7024-6860-6.[15]
- Federico Celestini, Andreas Dorschel: Arbeit am Kanon. Ästhetische Studien zur Musik von Haydn bis Webern (= Studien zur Wertungsforschung. 51). Universal Edition, Wien/London/New York 2010,[16] ISBN 978-3-7024-6967-2.
- The Total Work of Art: Mahler’s Eighth Symphony in Context (= Studien zur Wertungsforschung. 52). Universal Edition, Wien/London/New York 2011, ISBN 978-3-7024-7075-3.
- Philip Alperson, Andreas Dorschel: Vollkommenes hält sich fern. Ästhetische Näherungen (= Studien zur Wertungsforschung. 53). Universal Edition, Wien/London/New York 2012,[17] ISBN 978-3-7024-7146-0.
- „Das Klagende Lied“: Mahler’s „Opus 1“ – Synthese, Innovation, kompositorische Rezeption (= Studien zur Wertungsforschung. 54). Universal Edition, Wien/London/New York 2013, ISBN 978-3-7024-7182-8.
- Jacqueline Fontyn – Nulla dies sine nota. Autobiographie, Gespräche, Werke (= Studien zur Wertungsforschung. 55). Universal Edition, Wien/London/New York 2013, ISBN 978-3-7024-7232-0.
- Hartmut Hein: Musikalische Interpretation als „Tour de Force“ (= Studien zur Wertungsforschung. 56). Universal Edition, Wien/London/New York 2014, ISBN 978-3-7024-7253-5.
- Zoltán Kodálys Kammermusik (= Studien zur Wertungsforschung. 57). Universal Edition, Wien/London/New York 2015,[18] ISBN 978-3-7024-7283-2.
- Harald Kaufmann: Musikalische Reisebilder (= Studien zur Wertungsforschung. 58). Universal Edition, Wien/London/New York 2016,[19] ISBN 978-3-7024-7373-0.
- Elizabeth Maconchy. Music as Impassioned Argument (= Studien zur Wertungsforschung. 59). Universal Edition, Wien/London/New York 2018,[20] ISBN 978-3-7024-7562-8
- Friedrich von Hausegger: Music as Expression. Transl. Robert J. Crow. (= Studien zur Wertungsforschung. 60). Universal Edition, Wien/London/New York 2018, ISBN 978-3-7024-7601-4.
- Life as an Aesthetic Idea of Music (= Studien zur Wertungsforschung. 61). Universal Edition, Wien/London/New York 2019, ISBN 978-3-7024-7621-2
- Music and Landscape / Soundscape and Sonic Art (= Studien zur Wertungsforschung. 62). Universal Edition, Wien/London/New York 2019, ISBN 978-3-7024-7644-1.
- Holger Kaletha: Musikalische Intentionalität. Eine Phänomenologie musikalisch-ästhetischen Erlebens (= Studien zur Wertungsforschung. 63). Universal Edition, Wien/London/New York 2020, ISBN 978-3-7024-7697-7.
- Musik und Lebensphilosophie (= Studien zur Wertungsforschung. 64). Universal Edition, Wien/London/New York 2020, ISBN 978-3-7024-7711-0.
- Text as Source and Material in Contemporary Music Theatre (= Studien zur Wertungsforschung. 65). Universal Edition, Wien/London/New York 2023, ISBN 978-3-7024-7793-6.